# Груповий етап Ліги чемпіонів УЄФА 2008—2009
Матчі групового етапу Ліги чемпіонів УЄФА 2008–2009 проходили з 16 вересня по 10 грудня 2008 року.

## Структура розподілу
Розподіл команд по групах проводився за коефіцієнтами УЄФА: до першого кошика потрапили команди під номерами 1—10 (але «Мілан» та «Севілья» не кваліфікувалися), другого кошика команди з рейтингом 11—23, третього 24—45, і у четвертому команди з рейтингом 46—193 та без рейтинга.
Клуби з однієї асоціації проводили матчі у різні дні: або вівторок, або середа. Команди з однієї групи також грають в різні дні, що також гарантує командам з одного міста (наприклад «Мілан» та «Інтернаціонале», які ділять стадіон між собою) матчі в різні дні.
| Місце | Команда           | Коефіцієнт | Кошик |
| ----- | ----------------- | ---------- | ----- |
| 1     | Манчестер Юнайтед | 107.996    | 1     |
| 2     | Челсі             | 124.996    | 1     |
| 3     | Ліверпуль         | 118.996    | 1     |
| 4     | Барселона         | 117.837    | 1     |
| 5     | Арсенал           | 110.996    | 1     |
| 6     | Ліон              | 99.380     | 1     |
| 7     | Інтернаціонале    | 96.934     | 1     |
| 8     | Реал Мадрид       | 93.837     | 1     |
| 9     | Баварія           | 92.078     | 2     |
| 10    | ПСВ Ейндховен     | 91.610     | 2     |
| 11    | Вільярреал        | 90.837     | 2     |
| 12    | Рома              | 81.934     | 2     |
| 13    | Порту             | 81.176     | 2     |
| 14    | Вердер            | 74.078     | 2     |
| 15    | Спортінг          | 70.271     | 2     |
| 16    | Ювентус           | 66.934     | 2     |
| 17    | Марсель           | 63.380     | 3     |
| 18    | Зеніт             | 60.437     | 3     |
| 19    | Стяуа             | 59.398     | 3     |
| 20    | Панатінаїкос      | 52.525     | 3     |
| 21    | Бордо             | 52.380     | 3     |
| 22    | Селтік            | 52.013     | 3     |
| 23    | Базель            | 51.993     | 3     |
| 24    | Фенербахче        | 51.469     | 3     |
| 25    | Шахтар            | 49.932     | 4     |
| 26    | Фіорентіна        | 40.934     | 4     |
| 27    | Атлетіко (Мадрид) | 36.837     | 4     |
| 28    | Динамо            | 34.932     | 4     |
| 29    | Клуж              | 13.398     | 4     |
| 30    | Ольборг           | 12.748     | 4     |
| 31    | Анортосіс         | 4.327      | 4     |
| 32    | БАТЕ              | 1.760      | 4     |

## Критерії виходу при однаковій кількості очок
На основі абзацу 4.05 правил УЄФА поточного сезону, якщо дві або більше команд здобудуть рівну кількість очок в змаганнях на груповій стадії, для визначення тих, хто просувається далі, будуть застосовані такі критерії:
1. більша кількість очок, здобутих в матчах між цими командами;
2. краща різниця м'ячів в матчах між цими командами;
3. більша кількість м'ячів, забитих на виїзді в матчах між цими командами;
4. краща різниця м'ячів в усіх матчах групової стадії;
5. більша кількість м'ячів, забитих в усіх матчах;
6. більший коефіцієнт клубу і його асоціації за останні п'ять сезонів.

## Групи
| Легенда                                                                      |
| ---------------------------------------------------------------------------- |
| Команди, що пройшли до плей-оф позначені жирним шрифтом                      |
| Команди, що пройшли до Кубку УЄФА позначені жирним курсивом                  |
| Команди, що вибули з подальшої боротьби в цьому сезоні позначаються курсивом |

Час центральноєвропейський (UTC+1)

### Група A
| М  | Команда  | І | В | Н | П | МЗ | МП | РМ | О  |
| -- | -------- | - | - | - | - | -- | -- | -- | -- |
| 1. | ' Рома'  | 6 | 4 | 0 | 2 | 12 | 6  | +6 | 12 |
| 2. | ' Челсі' | 6 | 3 | 2 | 1 | 9  | 5  | +4 | 11 |
| 3. | Бордо''' | 6 | 2 | 1 | 3 | 5  | 11 | −6 | 7  |
| 4. | Клуж     | 6 | 1 | 1 | 4 | 5  | 9  | −4 | 4  |

| 16.09.2008 20:45 |

| Челсі                                             | 4:0  | Бордо |
| ------------------------------------------------- | ---- | ----- |
| Лемпард 14' Джо Коул 30' Малуда 82' Анелька 90+2' | Звіт |       |

| Стемфорд Брідж, Лондон Глядачів: 39 635 Арбітр: Пітер Вінк, Нідерланди |

| 16.09.2008 20:45 |

| Рома        | 1:2  | Клуж          |
| ----------- | ---- | ------------- |
| Пануччі 17' | Звіт | Куліо 27' 49' |

| Стадіо Олімпіко, Рим Глядачів: 25 382 Арбітр: Юрій Баскаков, Росія |

| 01.10.2008 20:45 |

| Клуж | 0:0  | Челсі |
| ---- | ---- | ----- |
|      | Звіт |       |

| Константін Радулеску, Клуж-Напока Глядачів: 20 320 Арбітр: Флоріан Мейєр (Німеччина) |

| 01.10.2008 20:45 |

| Бордо      | 1:3  | Рома                         |
| ---------- | ---- | ---------------------------- |
| Гуркюф 18' | Звіт | Вучініч 64' Баптіста 71' 83' |

| Стад Шабан-Дельма, Бордо Глядачів: 26 920 Арбітр: Альберто Ундіано Мальєнко, Іспанія |

| 22.10.2008 20:45 |

| Бордо           | 1:0  | Клуж |
| --------------- | ---- | ---- |
| Каду 54' (в.г.) | Звіт |      |

| Стад Шабан-Дельма, Бордо Глядачів: 26 213 Арбітр: Іван Бебек, Хорватія |

| 22.10.2008 20:45 |

| Челсі     | 1:0  | Рома |
| --------- | ---- | ---- |
| Террі 77' | Звіт |      |

| Стемфорд Брідж, Лондон Глядачів: 41 002 Арбітр: Кірос Вассарас, Греція |

| 04.11.2008 20:45 |

| Клуж    | 1:2  | Бордо                |
| ------- | ---- | -------------------- |
| Дані 9' | Звіт | Гуркюф 6' Вендел 38' |

| Константін Радулеску, Клуж-Напока Глядачів: 19 380 Арбітр: Массімо Бузакка, Швейцарія |

| 04.11.2008 20:45 |

| Рома                        | 3:1  | Челсі     |
| --------------------------- | ---- | --------- |
| Пануччі 34' Вучініч 48' 58' | Звіт | Террі 75' |

| Стадіо Олімпіко, Рим Глядачів: 35,038 Арбітр: Луїс Медіна Кантальєхо, Іспанія |

| 26.11.2008 20:45 |

| Бордо      | 1:1  | Челсі       |
| ---------- | ---- | ----------- |
| Діарра 83' | Звіт | Анелька 60' |

| Стад Шабан-Дельма, Бордо Глядачів: 32,486 Арбітр: Франк Де Блекере, Бельгія |

| 26.11.2008 20:45 |

| Клуж        | 1:3  | Рома                    |
| ----------- | ---- | ----------------------- |
| Ю. Коне 30' | Звіт | Брігі 11' 64' Тотті 23' |

| Константін Радулеску, Клуж-Напока Глядачів: 19 292 Арбітр: Лусіліо Батіста, Португалія |

| 09.12.2008 20:45 |

| Челсі               | 2:1  | Клуж        |
| ------------------- | ---- | ----------- |
| Калу 40' Дроґба 71' | Звіт | Ю. Коне 55' |

| Стемфорд Брідж, Лондон Глядачів: 41 060 Арбітр: Петер Фрьойдфельдт, Швеція |

| 09.12.2008 20:45 |

| Рома                | 2:0  | Бордо |
| ------------------- | ---- | ----- |
| Брігі 61' Тотті 79' | Звіт |       |

| Стадіо Олімпіко, Рим Глядачів: 38 926 Арбітр: Герберг Фандель, Німеччина |

### Група B
| М  | Команда           | І | В | Н | П | МЗ | МП | РМ | О  |
| -- | ----------------- | - | - | - | - | -- | -- | -- | -- |
| 1. | ' Панатінаїкос'   | 6 | 3 | 1 | 2 | 8  | 7  | +1 | 10 |
| 2. | ' Інтернаціонале' | 6 | 2 | 2 | 2 | 8  | 7  | +1 | 8  |
| 3. | Вердер'''         | 6 | 1 | 4 | 1 | 7  | 9  | −2 | 7  |
| 4. | Анортосіс         | 6 | 1 | 3 | 2 | 8  | 8  | 0  | 6  |

| 16.09.2008 20:45 |

| Панатінаїкос | 0:2  | Інтернаціонале          |
| ------------ | ---- | ----------------------- |
|              | Звіт | Мансіні 27' Адріано 85' |

| Олімпійський стадіон, Афіни Глядачів: 58 378 Арбітр: Мануель Мехуто Гонсалес, Іспанія |

| 16.09.2008 20:45 |

| Вердер | 0:0  | Анортосіс |
| ------ | ---- | --------- |
|        | Звіт |           |

| Везерштадіон, Бремен Глядачів: 34 690 Арбітр: Крейг Томсон, Шотландія |

| 01.10.2008 20:45 |

| Анортосіс                                      | 3:1  | Панатінаїкос           |
| ---------------------------------------------- | ---- | ---------------------- |
| Саррієгі 11' (в.г.) Добрішіновіч 15' Гавар 78' | Звіт | Салпінґідіс 28' (пен.) |

| ГСП, Нікосія Глядачів: 19 259 Арбітр: Ерік Браахмаар, Нідерланди |

| 01.10.2008 20:45 |

| Інтернаціонале | 1:1  | Вердер      |
| -------------- | ---- | ----------- |
| Майкон 13'     | Звіт | Пісарро 62' |

| Джузеппе Меацца, Мілан Глядачів: 32 965 Арбітр: Любош Міхел, Словаччина |

| 22.10.2008 20:45 |

| Інтернаціонале | 1:0  | Анортосіс |
| -------------- | ---- | --------- |
| Адріано 44'    | Звіт |           |

| Джузеппе Меацца, Мілан Глядачів: 27 247 Арбітр: Говард Вебб, Англія |

| 22.10.2008 20:45 |

| Панатінаїкос     | 2:2  | Вердер                         |
| ---------------- | ---- | ------------------------------ |
| Мантціос 36' 68' | Звіт | Мертезакер 29' Уго Алмейда 82' |

| Олімпійський стадіон, Афіни Глядачів: 54 089 Арбітр: Майк Райлі, Англія |

| 04.11.2008 20:45 |

| Анортосіс                          | 3:3  | Інтернаціонале                       |
| ---------------------------------- | ---- | ------------------------------------ |
| Бардон 31' Панаґі 45+1' Фрусос 50' | Звіт | Балотеллі 13' Матерацці 44' Круз 80' |

| ГСП, Нікосія Глядачів: 17 140 Арбітр: Лорен Дюамель, Франція |

| 04.11.2008 20:45 |

| Вердер | 0:3  | Панатінаїкос                          |
| ------ | ---- | ------------------------------------- |
|        | Звіт | Мантціос 58' Караґуніс 70' Ціоліс 83' |

| Везерштадіон, Бремен Глядачів: 35 968 Арбітр: Віктор Кассай, Угорщина |

| 26.11.2008 20:45 |

| Інтернаціонале | 0:1  | Панатінаїкос |
| -------------- | ---- | ------------ |
|                | Звіт | Саррієгі 69' |

| Джузеппе Меацца, Мілан Глядачів: 34 955 Арбітр: Том Геннінг Овребо, Норвегія |

| 26.11.2008 20:45 |

| Анортосіс             | 2:2  | Вердер                           |
| --------------------- | ---- | -------------------------------- |
| Ніколау 62' Савіо 68' | Звіт | Дієго 72' (пен.) Уго Алмейда 87' |

| ГСП, Нікосія Глядачів: 18 461 Арбітр: Мануель Мехуто Гонсалес, Іспанія |

| 09.12.2008 20:45 |

| Панатінаїкос  | 1:0  | Анортосіс |
| ------------- | ---- | --------- |
| Караґуніс 69' | Звіт |           |

| Олімпійський стадіон, Афіни Глядачів: 59 872 Арбітр: Бертан Лайєк, Франція |

| 09.12.2008 20:45 |

| Вердер                    | 2:1  | Інтернаціонале  |
| ------------------------- | ---- | --------------- |
| Пісарро 63' Розенберґ 81' | Звіт | Ібрагімович 88' |

| Везерштадіон, Бремен Глядачів: 35 000 Арбітр: Пітер Вінк, Нідерланди |

### Група C
| М  | Команда      | І | В | Н | П | МЗ | МП | РМ  | О  |
| -- | ------------ | - | - | - | - | -- | -- | --- | -- |
| 1. | ' Барселона' | 6 | 4 | 1 | 1 | 18 | 8  | +10 | 13 |
| 2. | ' Спортінг'  | 6 | 4 | 0 | 2 | 8  | 8  | 0   | 12 |
| 3. | Шахтар'''    | 6 | 3 | 0 | 3 | 11 | 7  | +4  | 9  |
| 4. | Базель       | 6 | 0 | 1 | 5 | 2  | 16 | −14 | 1  |

| 16.09.2008 20:45 |

| Базель        | 1:2  | Шахтар                       |
| ------------- | ---- | ---------------------------- |
| Абрахам 90+3' | Звіт | Фернандінью 25' Жадсон 45+1' |

| Санкт-Якоб Парк, Базель Глядачів: 34 820 Арбітр: Терьє Хауге, Норвегія |

| 16.09.2008 20:45 |

| Барселона                            | 3:1  | Спортінг  |
| ------------------------------------ | ---- | --------- |
| Маркес 21' Ето'о 60' (пен.) Хаві 87' | Звіт | Тонел 72' |

| Камп Ноу, Барселона Глядачів: 58 354 Арбітр: Лоран Дюамель, Франція |

| 01.10.2008 20:45 |

| Спортінг                 | 2:0  | Базель |
| ------------------------ | ---- | ------ |
| Ромагнолі 55' Дерлей 86' | Звіт |        |

| Алваладе XXI, Лісабон Глядачів: 22 638 Арбітр: Нікола Ріццолі, Італія |

| 01.10.2008 20:45 |

| Шахтар      | 1:2  | Барселона       |
| ----------- | ---- | --------------- |
| Ілсінью 45' | Звіт | Мессі 87' 90+4' |

| РСК «Олімпійський», Донецьк Глядачів: 25 300 Арбітр: Говард Вебб, Англія |

| 22.10.2008 20:45 |

| Шахтар | 0:1  | Спортінг    |
| ------ | ---- | ----------- |
|        | Звіт | Лієдсон 76' |

| РСК «Олімпійський», Донецьк Глядачів: 23 120 Арбітр: Герберт Фандель, Німеччина |

| 22.10.2008 20:45 |

| Базель | 0:5  | Барселона                                   |
| ------ | ---- | ------------------------------------------- |
|        | Звіт | Мессі 4' Бускетс 15' Бойан 22' 46' Хаві 48' |

| Санкт-Якоб Парк, Базель Глядачів: 37 500 Арбітр: Ерік Брамхаар, Нідерланди |

| 04.11.2008 20:45 |

| Спортінг   | 1:0  | Шахтар |
| ---------- | ---- | ------ |
| Дерлей 73' | Звіт |        |

| Алваладе XXI, Лісабон Глядачів: 24 282 Арбітр: Алан Хамер, Люксембург |

| 04.11.2008 20:45 |

| Барселона | 1:1  | Базель       |
| --------- | ---- | ------------ |
| Мессі 62' | Звіт | Дердійок 82' |

| Камп Ноу, Барселона Глядачів: 49 479 Арбітр: Александру Тудор, Румунія |

| 26.11.2008 20:45 |

| Шахтар                                       | 5:0  | Базель |
| -------------------------------------------- | ---- | ------ |
| Жадсон 32' 65' 72' Вілліан 50' Селезньов 75' | Звіт |        |

| РСК «Олімпійський», Донецьк Глядачів: 14 000 Арбітр: Крістінн Якобссон, Ісландія |

| 26.11.2008 20:45 |

| Спортінг               | 2:5  | Барселона                                                       |
| ---------------------- | ---- | --------------------------------------------------------------- |
| Велозу 65' Лієдсон 66' | Звіт | Анрі 14' Піке 17' Мессі 49' Канейра 67' (в.г.) Бойан 73' (пен.) |

| Алваладе XXI, Лісабон Глядачів: 31 765 Арбітр: Маттео Трефолоні, Італія |

| 09.12.2008 20:45 |

| Базель | 0:1  | Спортінг  |
| ------ | ---- | --------- |
|        | Звіт | Джало 19' |

| Санкт-Якоб Парк, Базель Глядачів: 30 248 Арбітр: Пол Аллертс, Бельгія |

| 09.12.2008 20:45 |

| Барселона                | 2:3      | Шахтар                          |
| ------------------------ | -------- | ------------------------------- |
| Сілвінью 59' Бускетс 83' | Протокол | Гладкий 31' 58' Фернандінью 76' |

| Камп Ноу, Барселона Глядачів: 22 763 Арбітр: Майк Райлі, Англія |

### Група D
| М  | Команда              | І | В | Н | П | МЗ | МП | РМ | О  |
| -- | -------------------- | - | - | - | - | -- | -- | -- | -- |
| 1. | ' Ліверпуль'         | 6 | 4 | 2 | 0 | 11 | 5  | +6 | 14 |
| 2. | ' Атлетіко (Мадрид)' | 6 | 3 | 3 | 0 | 9  | 4  | +5 | 12 |
| 3. | Марсель'''           | 6 | 1 | 1 | 4 | 5  | 7  | −2 | 4  |
| 4. | ПСВ Ейндховен        | 6 | 1 | 0 | 5 | 5  | 14 | −9 | 3  |

| 16.09.2008 20:45 |

| ПСВ Ейндховен | 0:3  | Атлетіко (Мадрид)        |
| ------------- | ---- | ------------------------ |
|               | Звіт | Агуеро 9' 36' Маніше 54' |

| Філіпс Стадіон, Ейндховен Глядачів: 29 000 Арбітр: Роберто Розетті, Італія |

| 16.09.2008 20:45 |

| Марсель  | 1:2  | Ліверпуль               |
| -------- | ---- | ----------------------- |
| Цана 23' | Звіт | Джеррард 26' 32' (пен.) |

| Велодром, Марсель Глядачів: 44 841 Арбітр: Конрад Плауц, Австрія |

| 01.10.2008 20:45 |

| Ліверпуль                    | 3:1  | ПСВ Ейндховен |
| ---------------------------- | ---- | ------------- |
| Кайт 4' Кін 34' Джеррард 76' | Звіт | Куверманс 78' |

| Енфілд, Ліверпуль Глядачів: 41 097 Арбітр: Фелікс Брих, Німеччина |

| 01.10.2008 20:45 |

| Атлетіко (Мадрид)          | 2:1  | Марсель   |
| -------------------------- | ---- | --------- |
| Агуеро 4' Рауль Ґарсія 22' | Звіт | Ньянґ 16' |

| Вінсенте Кальдерон, Мадрид Глядачів: 39 898 Арбітр: Том Геннінг Овребо, Норвегія |

| 22.10.2008 20:45 |

| Атлетіко (Мадрид) | 1:1  | Ліверпуль |
| ----------------- | ---- | --------- |
| Сімау 83'         | Звіт | Кін 14'   |

| Вінсенте Кальдерон, Мадрид Глядачів: 48 769 Арбітр: Клаус Бо Ларсен, Данія) |

| 22.10.2008 20:45 |

| ПСВ Ейндховен     | 2:0  | Марсель |
| ----------------- | ---- | ------- |
| Куверманс 71' 85' | Звіт |         |

| Філіпс Стадіон, Ейндховен Глядачів: 29 000 Арбітр: Дамір Скоміна, Словенія |

| 04.11.2008 20:45 |

| Ліверпуль             | 1:1  | Атлетіко (Мадрид) |
| --------------------- | ---- | ----------------- |
| Джеррард 90+5' (пен.) | Звіт | Родрігес 37'      |

| Енфілд, Ліверпуль Глядачів: 42 010 Арбітр: Мартін Ганссон, Швеція |

| 04.11.2008 20:45 |

| Марсель                | 3:0  | ПСВ Ейндховен |
| ---------------------- | ---- | ------------- |
| Коне 30' Ньянґ 63' 71' | Звіт |               |

| Велодром, Марсель Глядачів: 48 777 Арбітр: Нікола Ріццолі, Італія |

| 26.11.2008 20:45 |

| Атлетіко (Мадрид)      | 2:1  | ПСВ Ейндховен |
| ---------------------- | ---- | ------------- |
| Сімау 14' Родрігес 28' | Звіт | Куверманс 47' |

| Вінсенте Кальдерон, Мадрид Глядачів: 0 Арбітр: Массімо Бузакка, Швейцарія |

| 26.11.2008 20:45 |

| Ліверпуль    | 1:0  | Марсель |
| ------------ | ---- | ------- |
| Джеррард 23' | Звіт |         |

| Енфілд, Ліверпуль Глядачів: 40 024 Арбітр: Олегаріу Бенкеренса, Португалія |

| 09.12.2008 20:45 |

| ПСВ Ейндховен | 1:3  | Ліверпуль                       |
| ------------- | ---- | ------------------------------- |
| Лазовіч 36'   | Звіт | Бабел 45+2' Рієра 68' Н'Ґоґ 77' |

| Філіпс Стадіон, Ейндховен Глядачів: 33 500 Арбітр: Микола Іванов, Росія |

| 09.12.2008 20:45 |

| Марсель | 0:0  | Атлетіко (Мадрид) |
| ------- | ---- | ----------------- |
|         | Звіт |                   |

| Велодром, Марсель Глядачів: 49 663 Арбітр: Вольфґанґ Штарк, Німеччина |

### Група E
| М  | Команда              | І | В | Н | П | МЗ | МП | РМ | О  |
| -- | -------------------- | - | - | - | - | -- | -- | -- | -- |
| 1. | ' Манчестер Юнайтед' | 6 | 2 | 4 | 0 | 9  | 3  | +6 | 10 |
| 2. | ' Вільярреал'        | 6 | 2 | 3 | 1 | 9  | 7  | +2 | 9  |
| 3. | Ольборг'''           | 6 | 1 | 3 | 2 | 9  | 14 | −5 | 6  |
| 4. | Селтік               | 6 | 1 | 2 | 3 | 5  | 6  | −1 | 5  |

| 17.09.2008 20:45 |

| Манчестер Юнайтед | 0:0  | Вільярреал |
| ----------------- | ---- | ---------- |
|                   | Звіт |            |

| Олд Траффорд, Манчестер Глядачів: 74 944 Арбітр: Вольфґанґ Штарк, Німеччина |

| 17.09.2008 20:45 |

| Селтік | 0:0  | Ольборг |
| ------ | ---- | ------- |
|        | Звіт |         |

| Селтік-Парк, Глазго Глядачів: 58 754 Арбітр: Маттео Трефолоні, Італія |

| 30.09.2008 20:45 |

| Ольборг | 0:3  | Манчестер Юнайтед         |
| ------- | ---- | ------------------------- |
|         | Звіт | Руні 22' Бербатов 55' 79' |

| Енергі-Норд-Аріна, Ольборг Глядачів: 10 346 Арбітр: Олегаріу Бенкеренса, Португалія |

| 30.09.2008 20:45 |

| Вільярреал | 1:0  | Селтік |
| ---------- | ---- | ------ |
| Сенна 67'  | Звіт |        |

| Ештадіо ель Мадріґаль, Вільярреал Глядачів: 21 515 Арбітр: Віктор Кассай, Угорщина |

| 21.10.2008 20:45 |

| Вільярреал                                              | 6:3  | Ольборг                                      |
| ------------------------------------------------------- | ---- | -------------------------------------------- |
| Россі 28' Капдевіла 33' Лльоренте 67' 70' 84' Пірес 79' | Звіт | Саґановскі 19' Еневольдсен 36' Йоханссон 77' |

| Ештадіо ель Мадріґаль, Вільярреал Глядачів: 15 959 Арбітр: Флоріан Мейєр, Німеччина |

| 21.10.2008 20:45 |

| Манчестер Юнайтед         | 3:0  | Селтік |
| ------------------------- | ---- | ------ |
| Бербатов 30' 51' Руні 76' | Звіт |        |

| Олд Траффорд, Манчестер Глядачів: 74 655 Арбітр: Франк Де Блекере, Бельгія |

| 05.11.2008 20:45 |

| Ольборг          | 2:2  | Вільярреал           |
| ---------------- | ---- | -------------------- |
| Курт 54' Дуе 81' | Звіт | Россі 41' Франко 75' |

| Енергі-Норд-Аріна, Ольборг Глядачів: 10 355 Арбітр: Бертран Лайєк, Франція |

| 05.11.2008 20:45 |

| Селтік         | 1:1  | Манчестер Юнайтед |
| -------------- | ---- | ----------------- |
| Макдональд 13' | Звіт | Ґіґґз 84'         |

| Селтік-Парк, Глазго Глядачів: 58 903 Арбітр: Том Геннінг Овребо, Норвегія |

| 25.11.2008 20:45 |

| Вільярреал | 0:0  | Манчестер Юнайтед |
| ---------- | ---- | ----------------- |
|            | Звіт |                   |

| Ештадіо ель Мадріґаль, Вільярреал Глядачів: 22 529 Арбітр: Роберто Розетті, Італія |

| 25.11.2008 20:45 |

| Ольборг                      | 2:1  | Селтік     |
| ---------------------------- | ---- | ---------- |
| Кака 73' Колдвелл 87' (в.г.) | Звіт | Робсон 53' |

| Енергі-Норд-Аріна, Ольборг Глядачів: 10 096 Арбітр: Конрад Плауц, Австрія |

| 10.12.2008 20:45 |

| Манчестер Юнайтед | 2:2  | Ольборг                |
| ----------------- | ---- | ---------------------- |
| Тевез 3' Руні 52' | Звіт | Якобсен 31' Курт 45+2' |

| Олд Траффорд, Манчестер Глядачів: 74 382 Арбітр: Лорен Дюамель, Франція |

| 10.12.2008 20:45 |

| Селтік                    | 2:0  | Вільярреал |
| ------------------------- | ---- | ---------- |
| Мелоуні 14' Макґіді 45+2' | Звіт |            |

| Селтік-Парк, Глазго Глядачів: 58 014 Арбітр: Клаудіо Кірчетта, Швейцарія |

### Група F
| М  | Команда       | І | В | Н | П | МЗ | МП | РМ | О  |
| -- | ------------- | - | - | - | - | -- | -- | -- | -- |
| 1. | ' Баварія'    | 6 | 4 | 2 | 0 | 12 | 4  | +8 | 14 |
| 2. | ' Ліон'       | 6 | 3 | 2 | 1 | 14 | 10 | +4 | 11 |
| 3. | Фіорентіна''' | 6 | 1 | 3 | 2 | 5  | 8  | −3 | 6  |
| 4. | Стяуа         | 6 | 0 | 1 | 5 | 3  | 12 | −9 | 1  |

| 17.09.2008 20:45 |

| Стяуа | 0:1  | Баварія        |
| ----- | ---- | -------------- |
|       | Звіт | Ван Буйтен 15' |

| Стяуа, Бухарест Глядачів: 13 379 Арбітр: Клаус Бо Ларсен, Данія |

| 17.09.2008 20:45 |

| Ліон                   | 2:2  | Фіорентіна         |
| ---------------------- | ---- | ------------------ |
| Пікьон 73' Бензема 86' | Звіт | Джілардіно 12' 42' |

| Стад де Жерлан, Ліон Глядачів: 43 000 Арбітр: Петер Фройдфельд, Швеція |

| 30.09.2008 20:45 |

| Фіорентіна | 0:0  | Стяуа |
| ---------- | ---- | ----- |
|            | Звіт |       |

| Артеміо Франкі, Флоренція Глядачів: 25 383 Арбітр: Майк Райлі, Англія |

| 30.09.2008 20:45 |

| Баварія        | 1:1  | Ліон                 |
| -------------- | ---- | -------------------- |
| Зе Роберту 52' | Звіт | Дімікеліс 25' (в.г.) |

| Альянц Арена, Мюнхен Глядачів: 64 000 Арбітр: Кірос Вассарас, Греція |

| 21.10.2008 20:45 |

| Баварія                                  | 3:0  | Фіорентіна |
| ---------------------------------------- | ---- | ---------- |
| Клозе 4' Швайнштайґер 25' Зе Роберту 90' | Звіт |            |

| Альянц Арена, Мюнхен Глядачів: 66 000 Арбітр: Олегаріу Бенкеренса, Португалія |

| 21.10.2008 20:45 |

| Стяуа                        | 3:5  | Ліон                                     |
| ---------------------------- | ---- | ---------------------------------------- |
| Артуро 8' Ґоян 11' Петре 45' | Звіт | Кейта 23' Бензема 33' 71' Фред 69' 90+2' |

| Стяуа, Бухарест Глядачів: 15 239 Арбітр: Ґжеґож Ґілевські, Польща |

| 05.11.2008 20:45 |

| Фіорентіна | 1:1  | Баварія      |
| ---------- | ---- | ------------ |
| Муту 11'   | Звіт | Боровскі 78' |

| Артеміо Франкі, Флоренція Глядачів: 37 034 Арбітр: Альберто Ундіано Мальєнко, Іспанія |

| 05.11.2008 20:45 |

| Ліон                   | 2:0  | Стяуа |
| ---------------------- | ---- | ----- |
| Жуніньо 44' Ревеєр 89' | Звіт |       |

| Стад де Жерлан, Ліон Глядачів: 37 243 Арбітр: Мануель Мехуто Гонсалес, Іспанія |

| 25.11.2008 20:45 |

| Баварія                | 3:0  | Стяуа |
| ---------------------- | ---- | ----- |
| Клозе 57' 71' Тоні 61' | Звіт |       |

| Альянц Арена, Мюнхен Глядачів: 64 000 Арбітр: Ерік Браамхар, Нідерланди |

| 25.11.2008 20:45 |

| Фіорентіна     | 1:2  | Ліон                  |
| -------------- | ---- | --------------------- |
| Джілардіно 45' | Звіт | Макун 15' Бензема 27' |

| Артеміо Франкі, Флоренція Глядачів: 23 736 Арбітр: Віктор Кассай, Угорщина |

| 10.12.2008 20:45 |

| Стяуа | 0:1  | Фіорентіна     |
| ----- | ---- | -------------- |
|       | Звіт | Джілардіно 66' |

| Стяуа, Бухарест Глядачів: 14 862 Арбітр: Луїс Медіна Кантальєхо, Іспанія |

| 10.12.2008 20:45 |

| Ліон                 | 2:3  | Баварія                  |
| -------------------- | ---- | ------------------------ |
| Ґову 52' Бензема 68' | Звіт | Клозе 11' 37' Рібері 34' |

| Стад де Жерлан, Ліон Глядачів: 38 349 Арбітр: Говард Вебб, Англія |

### Група G
| М  | Команда    | І | В | Н | П | МЗ | МП | РМ | О  |
| -- | ---------- | - | - | - | - | -- | -- | -- | -- |
| 1. | ' Порту'   | 6 | 4 | 0 | 2 | 9  | 8  | +1 | 12 |
| 2. | ' Арсенал' | 6 | 3 | 2 | 1 | 11 | 5  | +6 | 11 |
| 3. | Динамо'''  | 6 | 2 | 2 | 2 | 4  | 4  | 0  | 8  |
| 4. | Фенербахче | 6 | 0 | 2 | 4 | 4  | 11 | −7 | 2  |

| 17.09.2008 20:45 |

| Порту                            | 3:1  | Фенербахче |
| -------------------------------- | ---- | ---------- |
| Лісандро 10' Лучо 13' Ліно 90+2' | Звіт | Гюїса 29'  |

| Драгау, Порту Глядачів: 38 709 Арбітр: Бертран Лайєк, Франція |

| 17.09.2008 20:45 |

| Динамо             | 1:1  | Арсенал    |
| ------------------ | ---- | ---------- |
| Бангура 64' (пен.) | Звіт | Галлас 88' |

| Стадіон «Динамо», Київ Глядачів: 16 800 Арбітр: Луїс Медіна Кантальєхо, Іспанія |

| 30.09.2008 20:45 |

| Арсенал                                   | 4:0  | Порту |
| ----------------------------------------- | ---- | ----- |
| Ван Персі 31' 48' Адебайор 40' 71' (пен.) | Звіт |       |

| Емірейтс Стадіум, Лондон Глядачів: 59 623 Арбітр: Герберт Фандель, Німеччина |

| 30.09.2008 20:45 |

| Фенербахче | 0:0  | Динамо |
| ---------- | ---- | ------ |
|            | Звіт |        |

| Шюкрю Сараджоглу, Стамбул Глядачів: 35 112 Арбітр: Томас Айнваллер, Австрія |

| 21.10.2008 20:45 |

| Фенербахче                     | 2:5  | Арсенал                                                 |
| ------------------------------ | ---- | ------------------------------------------------------- |
| Сільвестр 19' (в.г.) Гюїса 78' | Звіт | Адебайор 10' Волкотт 11' Діабі 22' Сонг 49' Ремсі 90+4' |

| Шюкрю Сараджоглу, Стамбул Глядачів: 42 619 Арбітр: Петер Фройдфельдт, Швеція |

| 21.10.2008 20:45 |

| Порту | 0:1  | Динамо    |
| ----- | ---- | --------- |
|       | Звіт | Алієв 27' |

| Драгау, Порту Глядачів: 32 209 Арбітр: Терьє Хауге, Норвегія |

| 05.11.2008 20:45 |

| Арсенал | 0:0  | Фенербахче |
| ------- | ---- | ---------- |
|         | Звіт |            |

| Емірейтс Стадіум, Лондон Глядачів: 60 003 Арбітр: Роберто Розетті, Італія |

| 05.11.2008 20:45 |

| Динамо         | 1:2  | Порту                  |
| -------------- | ---- | ---------------------- |
| Мілевський 21' | Звіт | Роландо 69' Лучо 90+2' |

| Стадіон «Динамо», Київ Глядачів: 16 300 Арбітр: Конрад Плауц, Австрія |

| 25.11.2008 20:45 |

| Фенербахче        | 1:2  | Порту            |
| ----------------- | ---- | ---------------- |
| Казім-Річардс 63' | Звіт | Лісандро 19' 28' |

| Шюкрю Сараджоглу, Стамбул Глядачів: 38 120 Арбітр: Альберто Ундіано Мальєнко, Іспанія |

| 25.11.2008 20:45 |

| Арсенал      | 1:0  | Динамо |
| ------------ | ---- | ------ |
| Бендтнер 87' | Звіт |        |

| Емірейтс Стадіум, Лондон Глядачів: 59 374 Арбітр: Алан Хамер, Люксембург |

| 10.12.2008 20:45 |

| Порту                        | 2:0  | Арсенал |
| ---------------------------- | ---- | ------- |
| Бруну Алвеш 39' Лісандро 54' | Звіт |         |

| Драгау, Порту Глядачів: 37 602 Арбітр: Кірос Вассарас, Греція |

| 10.12.2008 20:45 |

| Динамо       | 1:0  | Фенербахче |
| ------------ | ---- | ---------- |
| Єременко 20' | Звіт |            |

| Стадіон «Динамо», Київ Глядачів: 14 000 Арбітр: Флоріан Маєр, Німеччина |

### Група H
| М  | Команда        | І | В | Н | П | МЗ | МП | РМ | О  |
| -- | -------------- | - | - | - | - | -- | -- | -- | -- |
| 1. | ' Ювентус'     | 6 | 3 | 3 | 0 | 7  | 3  | +4 | 12 |
| 2. | ' Реал Мадрид' | 6 | 4 | 0 | 2 | 9  | 5  | +4 | 12 |
| 3. | Зеніт'''       | 6 | 1 | 2 | 3 | 4  | 7  | −3 | 5  |
| 4. | БАТЕ           | 6 | 0 | 3 | 3 | 3  | 8  | −5 | 3  |

| 17.09.2008 20:45 |

| Ювентус        | 1:0  | Зеніт |
| -------------- | ---- | ----- |
| Дель Пьєро 76' | Звіт |       |

| Стадіо Олімпіко, Турин Глядачів: 20 853 Арбітр: Франк де Блекер, Бельгія |

| 17.09.2008 20:45 |

| Реал Мадрид                         | 2:0  | БАТЕ |
| ----------------------------------- | ---- | ---- |
| Серхіо Рамос 11' ван Ністельрой 57' | Звіт |      |

| Сантьяго Бернабеу, Мадрид Глядачів: 55 099 Арбітр: Алан Хамер, Люксембург |

| 30.09.2008 18:30 |

| Зеніт     | 1:2  | Реал Мадрид                           |
| --------- | ---- | ------------------------------------- |
| Данні 25' | Звіт | Губочан 4' (в. г.) ван Ністельрой 31' |

| Петровський, Санкт-Петербург Глядачів: 21 075 Арбітр: Массімо Бузакка, Швейцарія |

| 30.09.2008 20:45 |

| БАТЕ                     | 2:2  | Ювентус           |
| ------------------------ | ---- | ----------------- |
| Кривець 17' Стасевіч 23' | Звіт | Яквінта 29' 45+3' |

| Динамо, Мінськ Глядачів: 31 400 Арбітр: Мартін Аткінсон, Англія |

| 21.10.2008 18:30 |

| Зеніт     | 1:1  | БАТЕ         |
| --------- | ---- | ------------ |
| Текке 80' | Звіт | Нехайчик 52' |

| Петровський, Санкт-Петербург Глядачів: 19 500 Арбітр: Педру Проенса, Португалія |

| 21.10.2008 20:45 |

| Ювентус                  | 2:1  | Реал Мадрид        |
| ------------------------ | ---- | ------------------ |
| Дель Пьєро 5' Амаурі 49' | Звіт | ван Ністельрой 66' |

| Стадіо Олімпіко, Турин Глядачів: 25 813 Арбітр: Вольфганг Штарк, Німеччина |

| 05.11.2008 20:45 |

| БАТЕ | 0:2  | Зеніт                     |
| ---- | ---- | ------------------------- |
|      | Звіт | Погребняк 34' Данні 90+4' |

| Динамо, Мінськ Глядачів: 28 793 Арбітр: Стефан Ланнуа, Франція |

| 05.11.2008 20:45 |

| Реал Мадрид | 0:2  | Ювентус            |
| ----------- | ---- | ------------------ |
|             | Звіт | Дель Пьєро 17' 67' |

| Сантьяго Бернабеу, Мадрид Глядачів: 71 560 Арбітр: Пітер Вінк, Нідерланди |

| 25.11.2008 18:30 |

| Зеніт | 0:0  | Ювентус |
| ----- | ---- | ------- |
|       | Звіт |         |

| Петровський, Санкт-Петербург Глядачів: 20 155 Арбітр: Клаус Бо Ларсен, Данія |

| 25.11.2008 20:45 |

| БАТЕ | 0:1  | Реал Мадрид |
| ---- | ---- | ----------- |
|      | Звіт | Рауль 7'    |

| Динамо, Мінськ Глядачів: 30 500 Арбітр: Терьє Хауге, Норвегія |

| 10.12.2008 20:45 |

| Ювентус | 0:0  | БАТЕ |
| ------- | ---- | ---- |
|         | Звіт |      |

| Стадіо Олімпіко, Турин Глядачів: 5 753 Арбітр: Костас Капітаніс, Кіпр |

| 10.12.2008 20:45 |

| Реал Мадрид              | 3:0  | Зеніт |
| ------------------------ | ---- | ----- |
| Рауль 25' 57' Роббен 50' | Звіт |       |

| Сантьяго Бернабеу, Мадрид Глядачів: 46 265 Арбітр: Йонас Ерікссон, Швеція |